# Maramasike
Maramasike, aussi appelée Malaita Sud, est une île des Salomon.

## Géographie
Longue de 54 km sur 18 km de largeur, pour une superficie de 480 km2, Maramasike constitue la partie méridionale de l'île de Malaita, dont elle n'est séparée que par un étroit chenal, le passage de Maramasike. Son point culminant s'élève à 518 m d'altitude.
Maramasike fait partie de la province de Malaita. Son agglomération principale est Sa'a.
La population, qui s'élève à 12 967 habitants (2009), parle majoritairement la langue Sa'a.